# Подлесная Андреевка (Самарская область)
Подлесная Андреевка — деревня в Шенталинском районе Самарской области. Входит в сельское поселение Салейкино.

## География
Находится на расстоянии примерно 15 километров по прямой на север от районного центра станции Шентала.

## Население
Постоянное население составляло 79 человек (мордва 63%, русские 26%) в 2002 году, 79 в 2010 году.